# CNN Brasil Soft
CNN Soft é um bloco de programação voltado ao entretenimento e soft news, transmitido pela CNN Brasil. A marca estreou em setembro de 2021, agrupando as produções já existentes no canal de notícias e com o anúncio de novas produções.

## História

### Antecedentes
O primeiro programa anunciado para a grade de programação da CNN Brasil, antes de sua estreia, foi o CNN Séries Originais. O informativo semanal era apresentado por Evaristo Costa e estreou em maio de 2020. Exibia documentários e produções da CNN Internacional. Foi o primeiro programa da CNN no país que não era voltado a jornalismo factual, "hard news". No dia 6 de setembro de 2021, foi anunciado que o programa deixaria de ser exibido na programação da CNN e o apresentador Evaristo Costa foi demitido. Uma segunda temporada do programa, com apresentação de Elisa Veeck, estreou em 15 de janeiro de 2022.
Um programa de entrevistas, O Mundo Pós-Pandemia, foi criado com o objetivo de informar sobre a Pandemia de COVID-19 e estreou em 18 de abril de 2020. Em 9 de outubro do mesmo ano, o programa passou a ser fixo na programação com o nome CNN Nosso Mundo, uma vez por semana. Atualmente é apresentado pela jornalista Luciana Barreto, com a participação das comentaristas Thais Herédia (economia), Lia Bock (comportamento) e Rita Wu (tecnologia).
Um talk show que mistura jornalismo com variedades, o CNN Tonight, estreou na CNN em 13 de julho de 2020 e teve sua última exibição em 23 de julho de 2021. O programa contou com a apresentação da advogada Gabriela Prioli, da jornalista Mari Palma e do historiador Leandro Karnal; a arquiteta Rita Wu participava eventualmente como colunista de atualidades. Com o fim do programa, os apresentadores foram realocados para outros programas do bloco de programação.
A CNN Brasil estreou o programa Anthony Bourdain: Parts Unknown (sob o título Anthony Bourdain: Lugares Desconhecidos), da CNN Internacional, em 6 de setembro de 2020. A atração semanal mescla gastronomia e viagem de uma maneira única, que notabilizou o nome de Anthony Bourdain pelo mundo. Os episódios são apresentados pelo chef André Mifano.
Em maio de 2021, estreou o CNN Viagem & Gastronomia, um programa apresentado pela jornalista Daniela Filomeno. Apresenta notícias e serviços relacionados ao universo do lifestyle, turismo e culinária, do Brasil e do mundo. A atração é inspirada no modelo da CNN Internacional, o "CNN Travel". O programa tem conteúdo multiplataforma e um portal exclusivo na internet.
Também em maio de 2021, estreou o CNN Sinais Vitais, com apresentação do médico cardiologista Dr. Roberto Kalil. O programa é inspirado no Vital Signs, da CNN Internacional, e mostra, por meio de reconstituição de casos reais, temas desafiadores para a medicina.
Um programa de exibição de documentários, CNN Produções Especiais, estreou em 12 de julho de 2021. A apresentação é da jornalista Glória Vanique.

### Anúncio e estreia da marca
A marca foi apresentada à imprensa especializada no dia 1° de setembro de 2021, e passou a ser usada nos programas da emissora nos dias seguintes.
Além do anúncio de novos programas, a marca passou a ser usada para programas já existentes da emissora à época. São esses os programas CNN Viagem & Gastronomia, com Daniela Filomeno; CNN Sinais Vitais, com Dr. Roberto Kalil; Produções Especiais, com Glória Vanique; CNN Nosso Mundo, com Luciana Barreto, Lia Bock, Rita Wu e Thais Herédia; e Anthony Bourdain: Lugares Desconhecidos, com André Mifano.

## Programas exibidos

### CNN Séries Originais
CNN Séries Originais é o programa que exibe as séries produzidas pela CNN Brasil e pela CNN Internacional. A primeira temporada, sob apresentação do jornalista Evaristo Costa, exibia séries, documentários e produções da CNN Internacional. Estreou em maio de 2020. O programa deixou de ser exibido em setembro de 2021, com o anúncio da demissão de Evaristo.
Uma segunda temporada do programa, com apresentação de Elisa Veeck, estreou em 15 de janeiro de 2021. A primeira parte da temporada abordou a indústria dos vinhos portugueses.
Embora a primeira temporada do programa tenha sido encerrada antes da criação da CNN Soft, a segunda temporada recebeu a marca em suas exibições.

### Anthony Bourdain: Lugares Desconhecidos
Anthony Bourdain: Lugares Desconhecidos é a versão brasileira de Anthony Bourdain: Parts Unknown, que estreou em 6 de setembro de 2020 sob apresentação do chef André Mifano.
A atração semanal mescla gastronomia e viagem, formato que notabilizou o nome de Anthony Bourdain pelo mundo.

### CNN Nosso Mundo
O programa CNN Nosso Mundo estreou em 9 de outubro de 2020 e substituiu O Mundo Pós-Pandemia, que tinha formato semelhante. O talk show é apresentado pela jornalista Luciana Barreto, com a participação das comentaristas Thais Herédia (economia), Lia Bock (comportamento) e Rita Wu (tecnologia).
O programa passou a ser parte da CNN Soft, com o anúncio da marca pelo canal.

### CNN Sinais Vitais
O programa CNN Sinais Vitais, com apresentação do médico cardiologista Dr. Roberto Kalil, estrou em maio de 2021. O programa é inspirado no Vital Signs, da CNN Internacional.
A proposta do programa é acompanhar, em detalhes, o que acontece nos bastidores dos grandes hospitais, os avanços da medicina e o "lado humano dos principais especialistas".
O programa passou a ser parte da CNN Soft, com o anúncio da marca pelo canal.

### CNN Viagem & Gastronomia
O programa CNN Viagem & Gastronomia estreou em 8 de maio de 2021 e é apresentado pela jornalista Daniela Filomeno. Apresenta notícias e serviços relacionados ao universo do lifestyle, turismo e culinária, do Brasil e do mundo. A atração é inspirada no modelo da CNN Internacional, o CNN Travel. O programa tem conteúdo multiplataforma e um portal exclusivo na internet.
O programa passou a ser parte da CNN Soft, com o anúncio da marca pelo canal.

### Produções Especiais
Um programa de exibição de documentários, CNN Produções Especiais, estreou em 12 de julho de 2021. A apresentação é da jornalista Glória Vanique.
O programa passou a ser parte da CNN Soft, com o anúncio da marca pelo canal.

### CNN Soft Business
O programa CNN Soft Business estreou em 16 de setembro de 2021, com apresentação do jornalista Phelipe Siani e do economista Fernando Nakagawa. Tem o formato de uma revista eletrônica.
A proposta do programa é desmistificar o mundo das finanças.

### Entre Mundos
Apresentado por Pedro Andrade, a CNN Brasil estreou o programa Entre Mundos em 17 de outubro de 2021. Foi a primeira produção internacional do canal brasileiro. A primeira temporada contou com 10 episódios.
A proposta do programa é percorrer os Estados Unidos, procurando conhecer pessoas e a forma como vivem, assim sendo elas que definem os rumos do programa.

### Em Alta CNN
O programa Em Alta CNN estreou em 23 de outubro de 2021, com apresentação de Phelipe Siani e Mari Palma. O casal era responsável pela apresentação do Live CNN Brasil em seus primeiros meses.
A proposta do programa é indicar filmes, séries e outras mídias relevantes nos diversos serviços de streaming.

O Em Alta CNN é um programa para falar sobre o mercado de streaming, uma plataforma que mudou completamente o cinema, mas não é um programa de achismo. Trabalharemos o infotenimento. Traremos um olhar técnico e informativo dos assuntos tratados no programa.— Phelipe Siani, no anúncio do programa

### À Prioli
À Prioli é um talk show apresentado pela jornalista Gabriela Prioli. O programa de entrevistas é exibido semanalmente e estreou em 30 de outubro de 2021.
É o primeiro programa de televisão solo apresentado por Prioli. Traz entrevistas com personalidades do cotidiano.

Nem nos meus maiores sonhos eu imaginei um programa de entrevistas como esse. Dei pitaco em todas as etapas do programa. Fiz questão de escolher todos os entrevistados, pesquisei a vida de cada um deles para estar confortável na hora da entrevista.— Gabriela Prioli, no anúncio do programa

### Universo Karnal
Descrito como um programa de "filosofia pop", o Universo Karnal estreou em 13 de novembro de 2021 na CNN Brasil. Apresentado pelo filósofo Leandro Karnal.
O programa tem como proposta apresentar reflexões e aprofundamentos sobre temas cotidianos e questões relevantes para o autoconhecimento e para a compreensão a respeito das sociedades atuais.
Eu sempre dizia, em palestras, que o mundo da pandemia obrigou a todos a uma reinvenção. O Universo Karnal, na CNN, foi minha resposta pessoal e prática à teoria que eu defendia. Acho que todo mundo ficará surpreendido.— Leandro Karnal, no anúncio do programa